# Интерполяционный многочлен Лагранжа
Интерполяцио́нный многочле́н Лагра́нжа — многочлен минимальной степени, принимающий заданные значения в заданном наборе точек, то есть решающий задачу интерполяции.

## Определение

Интерполяционный многочлен Лагранжа для четырёх точек (-9,5), (-4,2), (-1,-2) и (7,9), а также полиномы, каждый из которых проходит через одну из выделенных точек, и принимает нулевое значение в остальных.

Пусть задана {\displaystyle n+1} пара чисел {\displaystyle (x_{0},y_{0}),(x_{1},y_{1}),\ldots ,(x_{n},y_{n}),} где все {\displaystyle x_{j}} различны. Требуется построить многочлен {\displaystyle L(x)} степени не более {\displaystyle n}, для которого {\displaystyle L(x_{j})=y_{j}}.

### Общий случай
Ж. Л. Лагранж предложил следующий способ вычисления таких многочленов:
{\displaystyle L(x)=\sum _{i=0}^{n}y_{i}l_{i}(x),}
где базисные полиномы {\displaystyle l_{i}} определяются по формуле
{\displaystyle l_{i}(x)=\prod _{j=0,j\neq i}^{n}{\frac {x-x_{j}}{x_{i}-x_{j}}}={\frac {x-x_{0}}{x_{i}-x_{0}}}\cdots {\frac {x-x_{i-1}}{x_{i}-x_{i-1}}}\cdot {\frac {x-x_{i+1}}{x_{i}-x_{i+1}}}\cdots {\frac {x-x_{n}}{x_{i}-x_{n}}}}
Для любого {\displaystyle i=0,\ldots ,n} многочлен {\displaystyle l_{i}} имеет степень {\displaystyle n} и
{\displaystyle l_{i}(x_{j})=\left\{{\begin{array}{rl}0,&j\neq i,\\1,&j=i.\end{array}}\right.}
Отсюда следует, что {\displaystyle L(x)}, являющийся линейной комбинацией многочленов {\displaystyle l_{i}(x)}, имеет степень не больше {\displaystyle n} и {\displaystyle L(x_{i})=y_{i}}.

### Случай равноотстоящих узлов интерполяции
Пусть узлы интерполяции {\displaystyle x_{j}} являются равноотстоящими, то есть выражаются через начальную точку {\displaystyle x_{0}} и некоторую фиксированную положительную величину {\displaystyle h} следующим образом:
{\displaystyle x_{j}=x_{0}+jh.}
Отсюда следует, что
{\displaystyle x_{j}-x_{i}=(j-i)h.}
Подставляя эти выражения в формулу для базисного полинома и вынося {\displaystyle h} за знаки произведения в числителе и знаменателе, получим
{\displaystyle l_{j}(x)={\prod _{i=0,\,i\neq j}^{n}{(x-x_{i}) \over (x_{j}-x_{i})}}={\prod \limits _{i=0,\,i\neq j}^{n}(x-x_{0}-ih) \over h^{n}\prod \limits _{i=0,\,i\neq j}^{n}(j-i)}}
Теперь можно ввести замену переменной
{\displaystyle y={{x-x_{0}} \over h}}
и получить выражение для базисных полиномов через {\displaystyle y}, которое строится с использованием только целочисленной арифметики:
{\displaystyle l_{j}(x)=l_{j}(x_{0}+yh)=(-1)^{n-j}C_{n}^{j}{\dfrac {y(y-1)\ldots (y-n)}{(y-i)n!}}.}
Данные величины называются коэффициентами Лагранжа. Они не зависят ни от {\displaystyle y_{0},\ldots ,y_{n}}, ни от {\displaystyle h} и потому могут быть вычислены заранее и записаны в виде таблиц. Недостатком данного подхода является факториальная сложность числителя и знаменателя, что требует использования длинной арифметики.

### Остаточный член
Если считать числа {\displaystyle y_{0},\ldots ,y_{n}} значениями некоторой функции {\displaystyle f} в узлах {\displaystyle x_{0},\ldots ,x_{n}}, то ошибка интерполирования функции {\displaystyle f} многочленом {\displaystyle L} равна
{\displaystyle f(x)-L(x)={\dfrac {f^{(n+1)}(\xi )}{(n+1)!}}(x-x_{0})\ldots (x-x_{n}),}
где {\displaystyle \xi } — некоторая средняя точка между наименьшим и наибольшим из чисел {\displaystyle x_{0},\ldots ,x_{n}}. Полагая {\displaystyle M_{n+1}=\sup _{x\in [x_{0},x_{n}]}|f^{(n+1)}(x)|}, можно записать

## Единственность
Существует единственный многочлен степени не превосходящей {\displaystyle n}, принимающий заданные значения в {\displaystyle n+1} заданной точке.
Предположим, что существуют два различных многочлена {\displaystyle P(x)} и {\displaystyle Q(x)} степени не более {\displaystyle n}, для которых верно, что для {\displaystyle n+1} пар чисел {\displaystyle (x_{0},y_{0}),(x_{1},y_{1}),\ldots ,(x_{n},y_{n}),} где все {\displaystyle x_{j}} различны, {\displaystyle P(x_{j})=Q(x_{j})=y_{j}.} Рассмотрим многочлен {\displaystyle L(x)=P(x)-Q(x)}. Подставляя в него {\displaystyle x_{j}} ({\displaystyle 0\leq j\leq n}), получаем, что {\displaystyle L(x_{j})=P(x_{j})-Q(x_{j})=y_{j}-y_{j}=0}. Таким образом, многочлен {\displaystyle L(x)} имеет {\displaystyle n+1} корней и все они различны. Следовательно {\displaystyle L(x)\equiv 0}, так как ненулевой многочлен степени не превосходящей {\displaystyle n} имеет не более {\displaystyle n} корней. Следовательно, {\displaystyle P(x)=Q(x)}. ■
Это утверждение является обобщением того факта, что через любые две точки проходит единственная прямая.

### С точки зрения линейной алгебры
На единственность интерполяционного многочлена можно также взглянуть с точки зрения СЛАУ. Рассмотрим систему уравнений {\displaystyle P(x_{0})=y_{0},P(x_{1})=y_{1},\dots ,P(x_{n})=y_{n}}. В явном виде она записывается как
{\displaystyle {\begin{cases}a_{0}+a_{1}x_{0}+a_{2}x_{0}^{2}+\dots +a_{n}x_{0}^{n}=y_{0},\\a_{0}+a_{1}x_{1}+a_{2}x_{1}^{2}+\dots +a_{n}x_{1}^{n}=y_{1},\\\dots \dots \dots \dots \dots \dots \dots \dots \dots \dots \dots \dots ,\\a_{0}+a_{1}x_{n}+a_{2}x_{n}^{2}+\dots +a_{n}x_{n}^{n}=y_{n}\\\end{cases}}}
Её можно переписать в виде системы уравнений {\displaystyle Xa=y} с неизвестным вектором {\displaystyle a=(a_{0},a_{1},\dots ,a_{n})}:
{\displaystyle {\begin{bmatrix}1&x_{0}&x_{0}^{2}&\dots &x_{0}^{n}\\1&x_{1}&x_{1}^{2}&\dots &x_{1}^{n}\\\vdots &\vdots &\vdots &\ddots &\vdots \\1&x_{n}&x_{n}^{2}&\dots &x_{n}^{n}\\\end{bmatrix}}{\begin{bmatrix}a_{0}\\a_{1}\\\vdots \\a_{n}\end{bmatrix}}={\begin{bmatrix}y_{0}\\y_{1}\\\vdots \\y_{n}\end{bmatrix}}}
Матрица {\displaystyle X} в такой системе является матрицей Вандермонда и её определитель равен {\displaystyle \prod \limits _{i<j}(x_{i}-x_{j})}. Соответственно, если все точки {\displaystyle x_{0},x_{1},\dots ,x_{n}} различны, то матрица невырождена и система обладает единственным решением.

### С точки зрениякитайской теоремы об остатках
По теореме Безу остаток от деления {\displaystyle P(x)} на {\displaystyle (x-a)} равен {\displaystyle P(a)}. Таким образом, всю систему можно воспринимать в виде системы сравнений:
{\displaystyle {\begin{cases}P(x)\equiv y_{0}{\pmod {x-x_{0}}},\\P(x)\equiv y_{1}{\pmod {x-x_{1}}},\\\dots ,\\P(x)\equiv y_{n}{\pmod {x-x_{n}}},\\\end{cases}}}
По китайской теореме об остатках у такой системы есть единственное решение по модулю {\displaystyle (x-x_{0})(x-x_{1})\dots (x-x_{n})}, то есть, заданная система однозначно определяет многочлен степени не выше {\displaystyle n}. Такое представление многочлена в виде наборов остатков по модулям мономов аналогично представлению числа в виде остатков от деления на простые модули в системе остаточных классов. При этом явная формула для многочлена Лагранжа также может быть получена в соответствии с формулами китайской теоремы:
{\textstyle P(x)=\sum \limits _{i=0}^{n}y_{i}M_{i}M_{i}^{-1}}, где {\displaystyle M_{i}=\prod \limits _{j\neq i}(x-x_{j})} и {\displaystyle M_{i}^{-1}=\prod \limits _{j\neq i}(x-x_{j})^{-1}{\pmod {x-x_{i}}}=\prod \limits _{j\neq i}(x_{i}-x_{j})^{-1}}.

## Пример

Приближение функции (синяя линия) многочленом (зелёная линия).

Найдем формулу интерполяции для {\displaystyle f(x)=\mathop {\mathrm {tg} } \nolimits (x)} имеющей следующие значения:
{\displaystyle {\begin{aligned}x_{0}&=-1.5&&&&&f(x_{0})&=-14,1014\\x_{1}&=-0.75&&&&&f(x_{1})&=-0,931596\\x_{2}&=0&&&&&f(x_{2})&=0\\x_{3}&=0.75&&&&&f(x_{3})&=0,931596\\x_{4}&=1.5&&&&&f(x_{4})&=14,1014.\end{aligned}}}
{\displaystyle l_{0}(x)={x-x_{1} \over x_{0}-x_{1}}\cdot {x-x_{2} \over x_{0}-x_{2}}\cdot {x-x_{3} \over x_{0}-x_{3}}\cdot {x-x_{4} \over x_{0}-x_{4}}={1 \over 243}x(2x-3)(4x-3)(4x+3)}
{\displaystyle l_{1}(x)={x-x_{0} \over x_{1}-x_{0}}\cdot {x-x_{2} \over x_{1}-x_{2}}\cdot {x-x_{3} \over x_{1}-x_{3}}\cdot {x-x_{4} \over x_{1}-x_{4}}={}-{8 \over 243}x(2x-3)(2x+3)(4x-3)}
{\displaystyle l_{2}(x)={x-x_{0} \over x_{2}-x_{0}}\cdot {x-x_{1} \over x_{2}-x_{1}}\cdot {x-x_{3} \over x_{2}-x_{3}}\cdot {x-x_{4} \over x_{2}-x_{4}}={3 \over 243}(2x+3)(4x+3)(4x-3)(2x-3)}
{\displaystyle l_{3}(x)={x-x_{0} \over x_{3}-x_{0}}\cdot {x-x_{1} \over x_{3}-x_{1}}\cdot {x-x_{2} \over x_{3}-x_{2}}\cdot {x-x_{4} \over x_{3}-x_{4}}=-{8 \over 243}x(2x-3)(2x+3)(4x+3)}
{\displaystyle l_{4}(x)={x-x_{0} \over x_{4}-x_{0}}\cdot {x-x_{1} \over x_{4}-x_{1}}\cdot {x-x_{2} \over x_{4}-x_{2}}\cdot {x-x_{3} \over x_{4}-x_{3}}={1 \over 243}x(2x+3)(4x-3)(4x+3).}
Получим
{\displaystyle {\begin{aligned}L(x)&={1 \over 243}{\Big (}f(x_{0})x(2x-3)(4x-3)(4x+3)\\&{}\qquad {}-8f(x_{1})x(2x-3)(2x+3)(4x-3)\\&{}\qquad {}+3f(x_{2})(2x+3)(4x+3)(4x-3)(2x-3)\\&{}\qquad {}-8f(x_{3})x(2x-3)(2x+3)(4x+3)\\&{}\qquad {}+f(x_{4})x(2x+3)(4x-3)(4x+3){\Big )}\\&=4,834848x^{3}-1,477474x.\end{aligned}}}

## Реализация общего случая на языке программирования Python
```
import
 
numpy
 
as
 
np

# данные для примера

xi
 
=
 
np
.
array
([
-
1.5
,
 
-
0.75
,
 
0
,
 
0.75
,
 
1.5
])

yi
 
=
 
np
.
array
([
-
14.1014
,
 
-
0.931596
,
 
0
,
 
0.931596
,
 
14.1014
])

def
 
get_coefficients
(
_pl
:
 
int
,
 
_xi
:
 
np
.
ndarray
):

    
'''

    Определение коэффициентов для множителей базисных полиномов l_i

    :param _pl: индекс базисного полинома

    :param _xi: массив значений x

    :return:

    '''

    
n
 
=
 
int
(
_xi
.
shape
[
0
])

    
coefficients
 
=
 
np
.
empty
((
n
,
 
2
),
 
dtype
=
float
)

    
for
 
i
 
in
 
range
(
n
):

        
if
 
i
 
==
 
_pl
:

            
coefficients
[
i
][
0
]
 
=
 
float
(
'inf'
)

            
coefficients
[
i
][
1
]
 
=
 
float
(
'inf'
)

        
else
:

            
coefficients
[
i
][
0
]
 
=
 
1
 
/
 
(
_xi
[
_pl
]
 
-
 
_xi
[
i
])

            
coefficients
[
i
][
1
]
 
=
 
-
_xi
[
i
]
 
/
 
(
_xi
[
_pl
]
 
-
 
_xi
[
i
])

    
filtered_coefficients
 
=
 
np
.
empty
((
n
 
-
 
1
,
 
2
),
 
dtype
=
float
)

    
j
 
=
 
0

    
for
 
i
 
in
 
range
(
n
):

        
if
 
coefficients
[
i
][
0
]
 
!=
 
float
(
'inf'
):

            
# изменение последовательности, степень увеличивается

            
filtered_coefficients
[
j
][
0
]
 
=
 
coefficients
[
i
][
1
]

            
filtered_coefficients
[
j
][
1
]
 
=
 
coefficients
[
i
][
0
]

            
j
 
+=
 
1

    
return
 
filtered_coefficients

def
 
get_polynomial_l
(
_xi
:
 
np
.
ndarray
):

    
'''

    Определение базисных полиномов

    :param _xi: массив значений x

    :return:

    '''

    
n
 
=
 
int
(
_xi
.
shape
[
0
])

    
pli
 
=
 
np
.
zeros
((
n
,
 
n
),
 
dtype
=
float
)

    
for
 
pl
 
in
 
range
(
n
):

        
coefficients
 
=
 
get_coefficients
(
pl
,
 
_xi
)

        
for
 
i
 
in
 
range
(
1
,
 
n
 
-
 
1
):
  
# проходим по массиву coefficients

            
if
 
i
 
==
 
1
:
  
# на второй итерации занимаются 0-2 степени

                
pli
[
pl
][
0
]
 
=
 
coefficients
[
i
 
-
 
1
][
0
]
 
*
 
coefficients
[
i
][
0
]

                
pli
[
pl
][
1
]
 
=
 
coefficients
[
i
 
-
 
1
][
1
]
 
*
 
coefficients
[
i
][
0
]
 
+
 
coefficients
[
i
][
1
]
 
*
 
coefficients
[
i
 
-
 
1
][
0
]

                
pli
[
pl
][
2
]
 
=
 
coefficients
[
i
 
-
 
1
][
1
]
 
*
 
coefficients
[
i
][
1
]

            
else
:

                
clone_pli
 
=
 
np
.
zeros
(
n
,
 
dtype
=
float
)

                
for
 
val
 
in
 
range
(
n
):

                    
clone_pli
[
val
]
 
=
 
pli
[
pl
][
val
]

                
zeros_pli
 
=
 
np
.
zeros
(
n
,
 
dtype
=
float
)

                
for
 
j
 
in
 
range
(
n
-
1
):
  
# проходим по строке pl массива pli

                    
product_1
 
=
 
clone_pli
[
j
]
 
*
 
coefficients
[
i
][
0
]

                    
product_2
 
=
 
clone_pli
[
j
]
 
*
 
coefficients
[
i
][
1
]

                    
zeros_pli
[
j
]
 
+=
 
product_1

                    
zeros_pli
[
j
+
1
]
 
+=
 
product_2

                
for
 
val
 
in
 
range
(
n
):

                    
pli
[
pl
][
val
]
 
=
 
zeros_pli
[
val
]

    
return
 
pli

def
 
get_polynomial
(
_xi
:
 
np
.
ndarray
,
 
_yi
:
 
np
.
ndarray
):

    
'''

    Определение интерполяционного многочлена Лагранжа

    :param _xi: массив значений x

    :param _yi: массив значений y

    :return:

    '''

    
n
 
=
 
int
(
_xi
.
shape
[
0
])

    
polynomial_l
 
=
 
get_polynomial_l
(
_xi
)

    
for
 
i
 
in
 
range
(
n
):

        
for
 
j
 
in
 
range
(
n
):

            
polynomial_l
[
i
][
j
]
 
*=
 
_yi
[
i
]

    
L
 
=
 
np
.
zeros
(
n
,
 
dtype
=
float
)

    
for
 
i
 
in
 
range
(
n
):

        
for
 
j
 
in
 
range
(
n
):

            
L
[
i
]
 
+=
 
polynomial_l
[
j
][
i
]

    
return
 
L

# результат в виде массива коэффициентов многочлена при x в порядке увеличения степени

# [ 0.         -1.47747378  0.          4.8348476   0.        ]

# т.е. результирующий многочлен имеет вид: y(x) = -1.47747378*x + 4.8348476*x^3

```

## Применения

Многочлены Лагранжа степеней от нулевой до пятой для функции

### Численное интегрирование
Пусть для функции {\displaystyle f(x)} известны значения {\displaystyle y_{i}=f(x_{i})} в некоторых точках. Тогда можно интерполировать эту функцию методом Лагранжа:
{\displaystyle f(x)\approx \sum _{i=0}^{n}f(x_{i})l_{i}(x).}
Полученное выражение можно использовать для приближённого вычисления определённого интеграла от функции {\displaystyle f}:
{\displaystyle \int \limits _{a}^{b}f(x)dx\approx \sum _{i=0}^{n}f(x_{i})\int \limits _{a}^{b}l_{i}(x)dx}
Значения интегралов от {\displaystyle l_{i}} не зависят от {\displaystyle f(x)} и их можно вычислить заранее с использованием последовательности {\displaystyle x_{j}}.